# Ladislav Faktor
Ladislav Faktor (* 9. dubna 1957 České Budějovice) je český právník, hudebník, skladatel a podnikatel. V letech 2018 až 2024 působil jako nezávislý senátor za obvod č. 14 – České Budějovice.

## Vzdělání
Po absolvování základní školní docházky na ZŠ s rozšířenou výukou jazyků v Českých Budějovicích pokračoval ve studiu na Gymnáziu Karla Šatala, kam nastoupil ve školním roce 1972/73. Již na základní škole byl členem hudebního souboru v kostele Panny Marie Růžencové v Českých Budějovicích. Po maturitě v roce 1976 pokračoval ve studiu na sociálně právní nástavbě s maturitou v Písku a poté na Právnické fakultě Univerzity Karlovy v Praze, kde získal titul doktora práv.

## Kariéra

### Filmová hudba
Po tříleté kariéře podnikového právníka se začal naplno věnovat hudbě. Jako hudebník i jako skladatel měl za sebou celou řadu počinů, mezi jeho nejznámější patří především filmová hudba k dílům Tady hlídám já, Když kámen promluví či znělka k cyklu dokumentárních pořadů České televize 13. komnata. Dále je to hudba k televizním pořadům jako talkshow Haliny Pawlowské Banánové rybičky, jehož byl i hostem, nebo hudebnímu pořadu České televize Na Kloboučku.

### Pražský výběr
Od roku 1990 do roku 1994 byl členem hudební skupiny Pražský výběr, kde působil jako hráč na klávesové nástroje. Dne 24. června 1991 s Pražským výběrem odehrál koncert v pražské Sportovní hale pod názvem „Adieu C.A.“, na němž účinkoval například Frank Zappa (1940–1993). Tato událost byla oslavou odsunu sovětských vojsk z území tehdejšího Československa.

### Rádio Faktor
Dne 31. prosince 1990 spustil na frekvenci 99,7 MHz vysílání prvního jihočeského soukromého rádia, tehdy ještě pirátského, pod názvem Rádio Podzemí. Název vycházel z toho, že tehdy se rádio opravdu nacházelo ve sklepě rodinného domu v Jírovcově ulici v Českých Budějovicích. Po získání licence 1. července 1991 bylo rádio přejmenováno na Rádio Faktor, které dodnes vysílá pod oficiálním názvem Hitrádio Faktor. Frekvenci 99,7 MHz v Českých Budějovicích později převzala značka Rádio Gold, dnešní Rock Radio, protože 5. prosince 1994 již vlastnil „regionální“ licenci a odstartoval vysílání na vlně 104,3 FM.
K počátkům rádia Faktor uvedl:
| „                                                      | Probíhalo to tak, že to byl jeden velkej mejdan. Za prvé to studio bylo ve sklepě, bylo metr devadesát, takže vyšší lidi se museli schejbat. Za druhé, všichni ti lidi, kteří tam se mnou startovali, to samozřejmě dělali z lásky, protože to bylo rádio, který okamžitě chytlo duši všech, kvůli tomu, že tenkrát dělalo úplně něco jinýho, než tenkrát Českej rozhlas, takže to bylo novum. A za třetí, to bylo celý pirátský, takže my jsme půl roku vysílali bez jakýkoli licence a tim jsme samozřejmě štvali všechny úřady. Ale úřady si s námi tenkrát nevěděly rady, takže my jsme jaksi bez úhony prošli až do června 1991, kdy jsme získali první experimentální licenci a byli jsme vlastně po Rádiu Stalin druhý rádio v Čechách, který začalo soukromě vysílat. | “ |
| — Ladislav Faktor, TV Jéčko, Úspěšní v jižních Čechách | |   |

K ukončení své činnosti v rádiu pak Ladislav Faktor dodal:
| „                                       | … Jak jsem říkal, dělal jsem v téhle branži přes dvacet let. Nejvíc mě na tom bavila kreativita, která v prvních letech byla možná. Se vznikem konkurence se ale z rádia, které bylo vždycky trochu bohémské, začal dělat normální byznys. A to už pro mě nebyla taková zábava. Sice to samozřejmě vydělává, ale stane se z toho továrna, která má svá nesmírně pevná pravidla. Já jsem muzikant a baví mě pravidla spíš nedodržovat. Příliš mě to pak už svazovalo. Nicméně rádio mám pořád rád a považuji ho za báječný sdělovací prostředek. | “ |
| — Ladislav Faktor, časopis Barbar, 2014 | |   |

### Kleť
V roce 2004 se rozhodl koupit Tereziinu chatu na jihočeské Kleti. Rekonstrukce chaty trvala zhruba 3 roky. Chata se nachází v bezprostřední blízkosti současné Josefovy věže. Na vrchol vede sedačková lanovka.
O svém vztahu k horské chatě a rozhledně na Kleti Ladislav Faktor řekl:
| „                                                 | Chata na Kleti to je dlouhá historie. Já jsem Kleť miloval už od svejch šesti let, a když jsem se tam tedy ňákym způsobem dohrabal a tu chatu koupil i s tou rozhlednou, tak jsem jí nemoh nechat polorozbořenou, a věnoval jsem několit let času a hodně peněz do toho, abych jí vopravil do toho stavu, v kterym je dneska. A dneska mám obrovskou radost z toho, kolik lidí tam příde, všichni se cítí hezky, nikdo nenadává skoro, sou tam voňavý záchody... Je to tam prostě hezký. | “ |
| — Ladislav Faktor, rozhovor pro Inspireview, 2014 | |   |

## Politika
Po sametové revoluci v roce 1989 se aktivně účastnil zakládání Občanského fóra v Českých Budějovicích (byl členem Rady Občanského fóra).
Ve volbách do Senátu PČR v roce 2018 kandidoval jako nezávislý v obvodu č. 14 – České Budějovice. Se ziskem 41,05 % hlasů vyhrál první kolo voleb a ve druhém kole se utkal s kandidátem hnutí Občané pro Budějovice a hnutí STAN Jiřím Šestákem. Toho porazil poměrem hlasů 61,88 % : 38,11 % a stal se senátorem. Ještě v říjnu 2018 pak vstoupil do Senátorského klubu ODS.
Ve volbách do Senátu PČR v roce 2024 již nekandidoval.

## Soukromý život
Žije v Českých Budějovicích, je rozvedený. Z předchozích manželství má dvě děti. Sám sebe charakterizuje jako jihočeského patriota, antikomunistu, křesťana, nadšence do technologií a milovníka vína, žen i zpěvu. Jeho dalšími koníčky jsou golf a hudební tvorba pro divadla a dokumentární i hrané filmy.